# Quatuor de Cleveland
Le Quatuor de Cleveland est un quatuor à cordes américain fondé en 1969 et dissout en 1995.

## Historique
Fondé en 1969, il est quatuor-résident de l'Institut de musique de Cleveland puis de l'Université d'état de New York à Buffalo. Son répertoire va de la musique baroque du XVIIIe siècle jusqu'aux auteurs contemporains (Charles Ives, Samuel Barber). Il a enregistré l'intégrale des quatuors à cordes de Beethoven et de Brahms. Considéré comme l'un des plus prodigieux quatuors américains de la seconde moitié du XXe siècle, sa discographie est vaste, d'abord pour RCA puis pour Telarc à partir de 1984, et comprend de nombreuses commandes et créations d'oeuvres de compositeurs américains. Pendant une dizaine d'années à partir de 1982, les membres du quatuor on joué sur les quatre célèbres Stradivari réunis sous le nom de "Quatuor Paganini".

## Membres
- Donald Weilerstein premier violon (1969-1989), William Preucil (1989-1995)
- Peter Salaff deuxième violon
- Martha Strongin-Katz (1969-1980), Atar Arad, James Dunham, alto
- Paul Katz violoncelle

## Discographie sélective
- Johannes Brahms quatuor à cordes nº 1 op.51, nº 2 op.51 et nº 3 op.67 RCA

## Source
- Alain Pâris, Dictionnaire des interprètes, Bouquins/Laffont 1989, p.1056